# Д’Ассуси, Шарль Куапо
Шарль Куапо д’Ассуси (фр. Charles Coypeau d'Assoucy; 16 октября 1605, Париж — 29 октября 1677 (по другим данным, 1679), Париж) — французский поэт, актёр, певец и композитор. Музыка его преимущественно не сохранилась, до наших дней дошли лишь несколько его куртуазных четырёхголосных песен.

## Биография
Родился в Париже 16 октября 1605 г. в семье адвоката и музыкантши. Начальное музыкальное образование получил от матери. В возрасте восьми или девяти лет сбежал из дома, после чего отец определил его в иезуитский Клермонский коллеж, откуда мальчик убегал смотреть фарсовые представления на Новом мосту. В семнадцать лет покинул Париж и отправился в странствования по французским провинциям, где пел для местной аристократии и преподавал игру на лютне; к сер. 1620-х гг. оказался в Италии, освоив редкий для Франции инструмент, теорбу. В 1630 г. выступал в Англии при дворе Карла I и в Нидерландах при дворе Маргариты Лотарингской, будущей супруги Гастона Орлеанского. В 1636 г. возвращается в Париж и поступает на службу к королю Людовику XIII, получив придворную должность «рядового музыканта Короля» (фр. Musicien ordinaire du Roi).
В 1642 г. попадает в кружок Гассенди. Знакомство с Сент-Аманом, Скарроном и Сирано де Бержераком толкают его на создание первых опытов в жанре бурлеска, — поэм «Суд Париса» (1646-47) и «Овидий в прекрасном настроении» (1649). При этом д’Ассуси продолжает играть в придворном оркестре (в частности, он вместе с итальянскими музыкантами сопровождает игрой на теорбе оперу Луиджи Росси «Орфей»), а также сочиняет арии к балету «Брак Орфея и Эвридики» для Театра на болотах (Марэ). В 1650 г. он сочиняет музыку к трагедии Корнеля «Андромеда» и «Любовь Аполлона и Дафны», которую считают первым французским опытом в оперном жанре (партитура не сохранилась).
В том же году д’Ассуси отправляется в Турин, где намеревается получить пост учителя теорбы при дворе герцогства Савойя, но к декабрю 1651 г. опять возвращается во Францию и в Лангедоке присоединяется к труппе Мольера. Сотрудничество с Мольером не было успешным. Д’Ассуси покидает труппу и вновь поступает на королевскую службу. Он играет для короля, сочиняет стихи и песни и даёт уроки игры на лютне и теорбе. В 1655 г. он спешно покидает Париж и начинает сочинение двухтомных «Путешествий сира д’Ассуси». В Лионе вновь встречает Мольера и сопровождает его в Лангедок. В Монпелье д’Ассуси заключается в тюрьму по обвинению в гомосексуализме (также в 1652, 1667 и 1672 гг.)
После смерти Сирано де Бержерака в 1655 году был опубликован анонимный сатирический памфлет «Сражение Сирано де Бержерака с обезьяной кукольника Бриоши на Новом мосту» (Combat de Cyrano de Bergerac avec le singe de Brioché, au bout du Pont-Neuf), в котором нашла отражения история об убийстве дрессированной обезьяны Фаготена. Некоторые предполагают, что его автором был именно Д’Ассуси. В 1657 г. в сопровождении тринадцатилетнего пажа Пьера Валентена (фр. Pierre Valentin, или итал. Pietro Valentino) по прозвищу Пьеротен приезжает в Мантую, где местный герцог, очарованный голосом мальчика, похищает его и отдаёт на кастрацию. В течение года д’Ассуси, по следам Пьеротена, посещает Венецию, Модену, Флоренцию и Рим, где он оседает на шесть лет. В Риме он сочиняет посвящения и получает за это хорошее вознаграждение. За эти годы он встречается с такими людьми, как королева Кристина и Марк Антуан Шарпантье, которому даёт «хлеб и кров».
В 1670 г. д’Ассуси возвращается в Париж и возобновляет дружбу с Мольером, который предлагает д’Ассуси сочинить музыку к комедии «Мнимый больной». Позже, однако, Мольер отказывается от этих планов и отдаёт предпочтение Шарпантье.
В 1673 г. д’Ассуси вновь заключён в тюрьму, откуда освобождён благодаря вмешательству Людовика XIV, назначившего ему придворную должность и пенсию.
Шарль Куапо д’Ассуси умер 29 октября 1677 в своём доме на острове Сите.